# Lunga Guerra
(Soranzo, Lazzaro (1599), L'Ottomano, Ferrara, p. VI.)

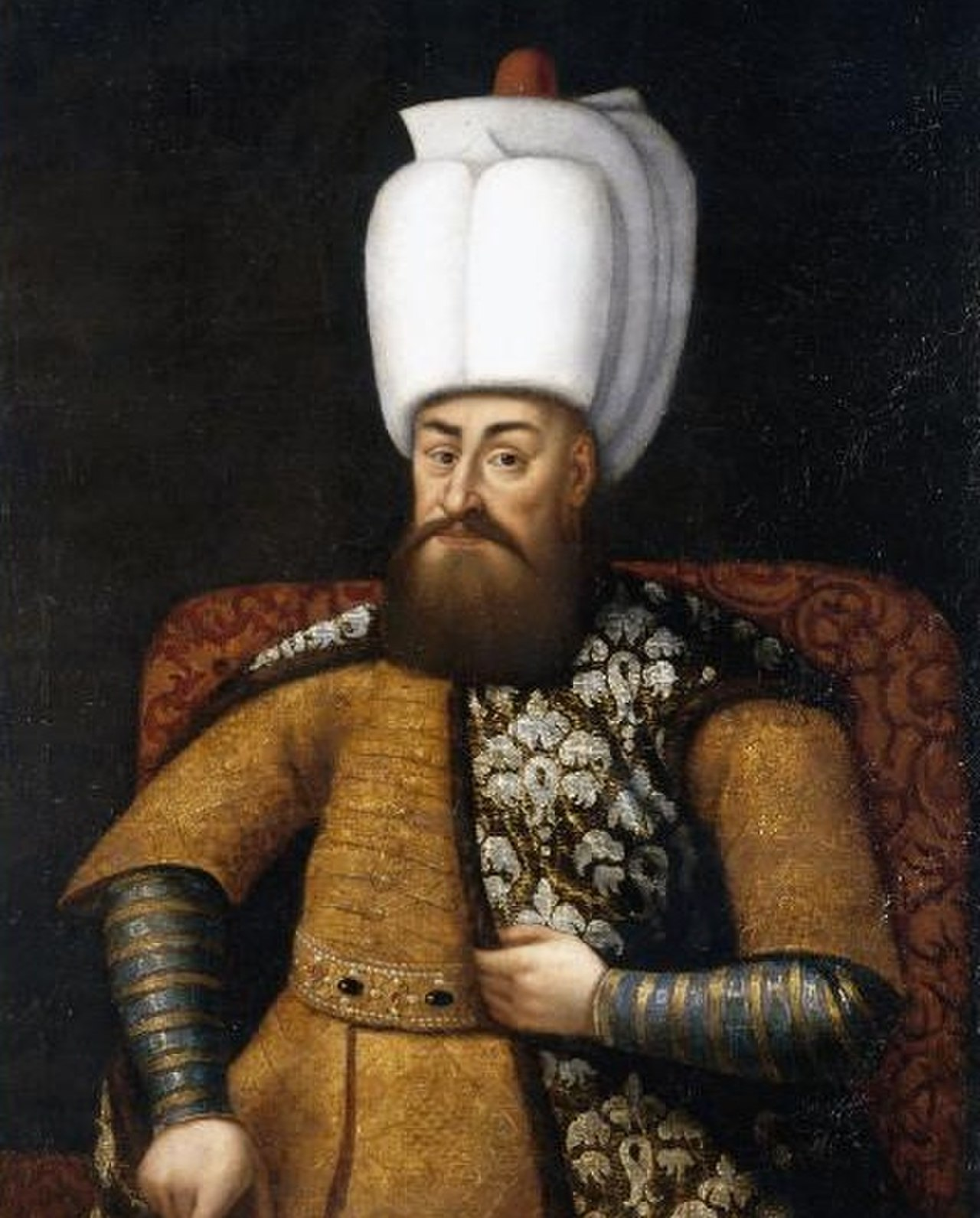
Il sultano ottomano Murad III.

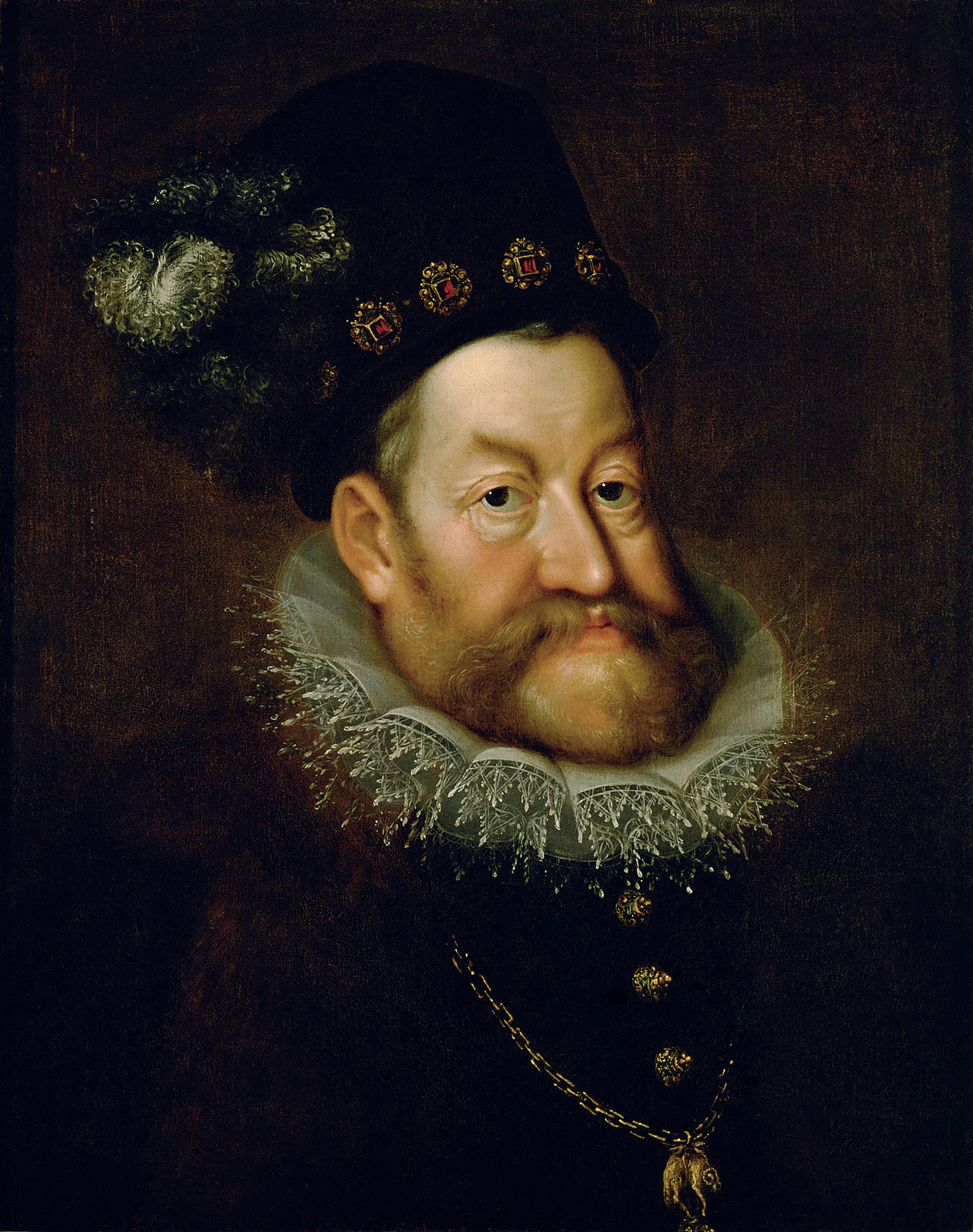
L'imperatore Rodolfo II d'Asburgo.

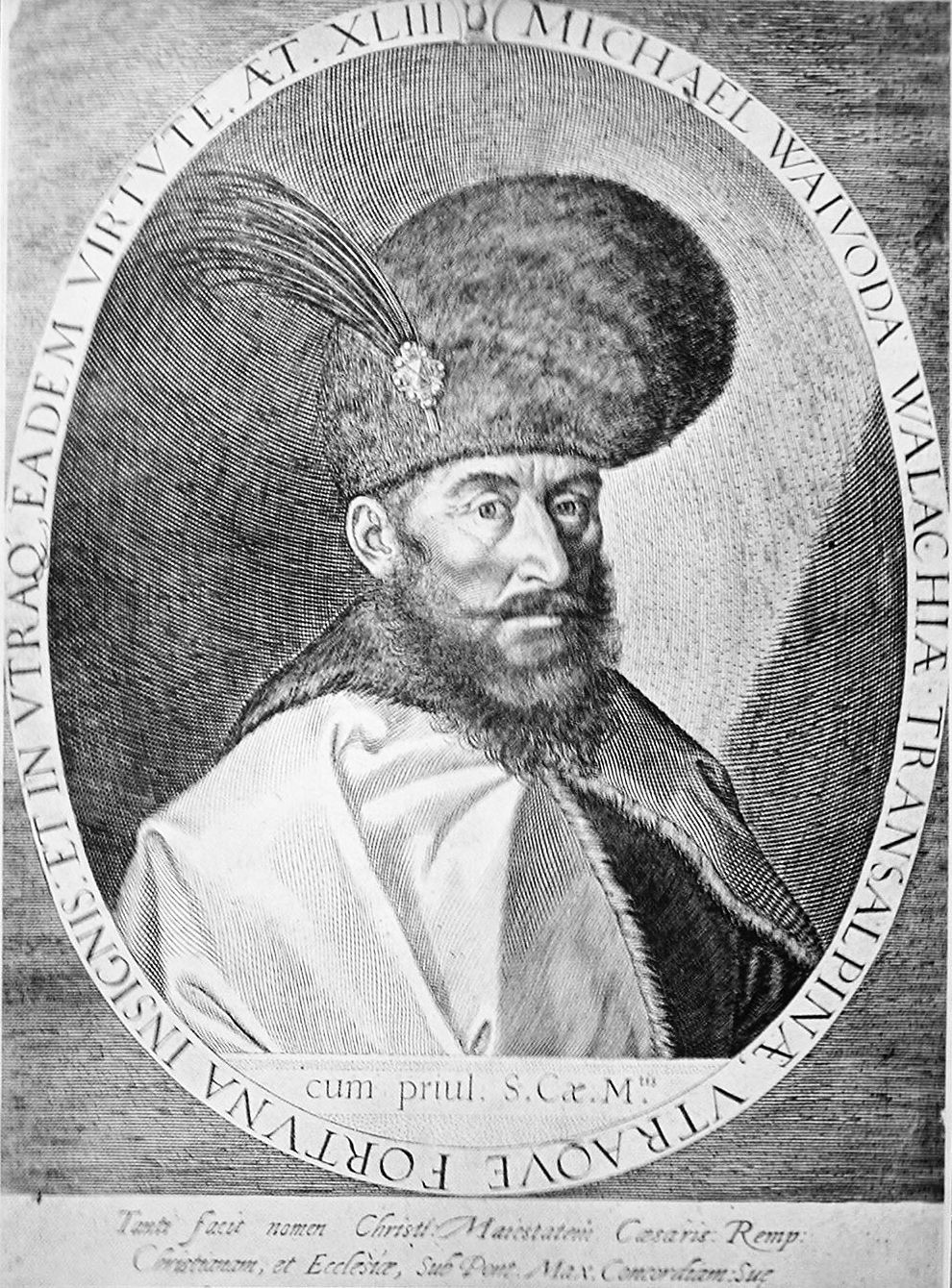
Il voivoda Michele il Coraggioso di Valacchia.

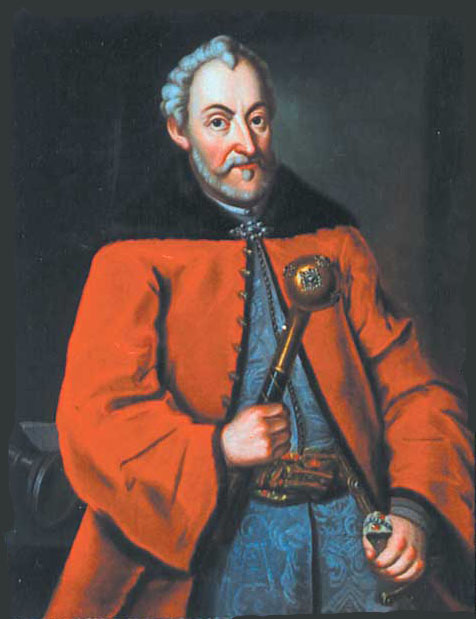
Il cancelliere della Confederazione polacco-lituana Jan Zamoyski.

La lunga guerra o guerra dei tredici anni d'Ungheria (29 luglio, 1593 – 11 novembre, 1606) segnò il riaccendersi della contesa tra gli Asburgo e i turchi dopo la tregua raggiunta tra i contendenti alla scomparsa del sultano Solimano il Magnifico (regno 1522-1566). Il nome mette il conflitto in chiaro collegamento con la piccola guerra, combattuta tra Solimano e l'allora imperatore Ferdinando I.
Partecipanti alla guerra furono gli Asburgo, la Transilvania, la Valacchia, la Moldavia (con aiuti dal Sacro Romano Impero Germanico, dai duchi di Ferrara e Mantova, dalla Toscana e dal papa) e l'Impero ottomano. La guerra fu combattuta per la maggior parte nel Regno d'Ungheria (fondamentalmente la parte che compone l'odierna Slovacchia) e nelle terre turche della Rumelia (odierne Bulgaria e Serbia), Transdanubia (odierna Ungheria) e Valacchia (nel sud della Romania).
Iniziata come una nuova crociata, la lunga guerra si trasformò in un'occupazione austriaca della Transilvania cristiana. L'ultima fase del conflitto (1604-1606) consistette nella rivolta guidata da István Bocskai contro l'occupazione asburgica.

## Origini
Nel 1566 il regno di Solimano il Magnifico era finito sotto le mura di Szigetvár (Ungheria). Deceduto il grande sovrano, il suo Gran Visir Mehmed Sokollu ritirò le truppe dalle terre contese agli Asburgo e, due anni dopo, concluse ad Adrianopoli un vantaggioso trattato di tregua con l'imperatore Massimiliano II. La pace sancita ad Adrianopoli concluse i quasi quarant'anni di guerre mosse da Solimano contro l'Austria, pacificando il confine tra i domini ottomani e quelli asburgici in Ungheria. L'erede del Magnifico, il debosciato sultano Selim II, rispettò l'accordo raggiunto da Sokollu.
Nel 1593 l'accordo di pace di Adrianopoli venne meno. Stabilire chi fu, tra l'allora imperatore cristiano Rodolfo II ed il nuovo sultano turco Murad III, a voler riaccendere il conflitto è abbastanza arduo. Entrambi i sovrani erano al potere da quasi vent'anni: due despoti ormai nelle mani dei loro cortigiani; due nemici ormai prossimi alla paranoia che potevano facilmente vedere in un riaccendersi della "guerra santa" un modo per riconfermare il loro potere traballante. Rodolfo intendeva dare nuovo lustro al suo ruolo di "Signore della Cristianità", prescindendo dalle divisioni tra cattolici, protestanti ed ortodossi, con una nuova crociata. Murad era invece costantemente asfissiato da pressanti cortigiani intenzionati a guadagnarsi meriti e ricchezze con una nuova guerra ai danni degli infedeli.
Prima di arrivare al confronto diretto, entrambe le parti avevano cominciato a devastare i reciproci confini con raid e saccheggi. I cavalleggeri irregolari turchi (Akinci) avevano saccheggiato il territorio ungherese, mentre gli Uscocchi protetti dall'Austria avevano attaccato i territori ottomani nei Balcani. In risposta alle incursioni degli uscocchi, le truppe ottomane in Bosnia attaccarono, come ritorsione, i territori lungo la Sava e conquistarono delle fortezze Asburgo lungo il confine, ammassando un notevole bottino. Rodolfo II rispose inviando un esercito in territorio bosniaco (ottobre 1592).

## Prima Fase: Il conflitto ottomano-asburgico

### L'iniziale successo cristiano (1593-1595)
Le ostilità si aprirono nella primavera del 1593, lungo i confini ottomani più prossimi all'Austria. Sin dal 1591, il Beylerbey di Bosnia, Hasan Predojević, razziava le terre circostanti alla rocca di Sisak all'aprirsi della bella stagione, minacciando la fortezza stessa. Nel giugno del 1593, un esercito imperiale, al comando del conte Ruprecht von Eggenberg, affrontò nella battaglia di Sisak le forze di Predojević, stroncandole.
Da Roma, papa Clemente VIII riunì una nuova Lega Santa per appoggiare l'imperatore ma i più preziosi aiuti per Rodolfo arrivarono dai Principati danubiani. Il voivoda di Transilvania, Sigismondo Báthory, aveva misconosciuto il suo vassallaggio nei confronti della Sublime porta ed aveva riunito in un'alleanza anti-turca il voivoda di Moldavia, Aron Tiranul, e quello di Valacchia, Michele il Coraggioso. I tre principi avviarono congiuntamente un attacco sul fronte turco-danubiano, liberando le città dalle guarnigioni ottomane e contenendo le prime razzie dei Tartari di Crimea, alleati del sultano.
L'esercito del sultano, al comando del Gran Vizir Koca Sinan Pasha lasciò Istanbul e puntò direttamente sul Danubio, che raggiunse il 20 luglio, per contenere l'immediata minaccia costituita dal principe di Transilvania e dai voivoda rumeni. L'alleanza di Rodolfo II con Báthory parve a questo punto rivelarsi una scelta felice ma, a discapito degli iniziali successi, la coesione del fronte crociato venne presto incrinata proprio dai complotti di Báthory. Divenne infatti evidente che la lega anti-turca patrocinata dal voivoda Sigismondo aveva il solo scopo di ingrandire i suoi domini personali a discapito dei suoi vicini.
Preziosa risorsa per la causa cristiana si rivelò invece il voivoda valacco, Michele. Nell'autunno del 1594, il Drăculești conquistò diverse città turche lungo il Danubio, tra cui Giurgiu, Brăila, Hârșova e Silistra, mentre i moldavi guidati da Ștefan Răzvan sconfiggevano i turchi a Iași e a Bender, ma qui senza conquistare la fortezza. La marcia di Michele in territorio turco raggiunse Nicopoli, Ribnic, Chilia ed Adrianopoli; arrivò a soli 24 chilometri da Costantinopoli. Costretto a ripiegare, Michele affrontò i turchi nella Battaglia di Călugăreni (13 agosto 1595), considerata una delle più importanti battaglie tra Ottomani e rumeni. Emerso vincitore dallo scontro, Michele, ormai a corto di uomini, dovette nuovamente ripiegare in attesa dei rinforzi inviatigli da Sigismondo e da Rodolfo II.
Il voivoda Michele si ritirò tra le montagne, in attesa dei rinforzi transilvani al comando di István Bocskai, consigliere di Báthory.
I generali dell'imperatore si facevano nel frattempo carico degli scontri nei Balcani. A nord, i conti Karl von Mansfeld e Mátyás Cseszneky strapparono Esztergom (Ungheria) alle truppe di Sinan Pasha, minando pesantemente il prestigio del comandante ottomano. A sud, von Eggenberg occupò Petrinja (Croazia), importante testa di ponte per la penetrazione ottomana in Europa. La città di Buda, importantissimo nodo strategico, non venne però attaccata.

### L'intervento polacco
La prima svolta negativa per il fronte cristiano arrivò dalla Moldavia. In agosto, truppe polacche al comando del Grande etmano Jan Zamoyski erano entrate in territorio moldavo per spodestare Răzvan, succeduto con l'appoggio di Báthory al voivoda Aron. Eliminato Răzvan (dicembre) il nuovo voivoda filo-polacco, Ieremia Movilă, negoziò la pace con Sinan Pasha ed uscì dal conflitto.
L'ingresso della Confederazione polacco-lituana nel conflitto tra gli Asburgo ed Istanbul complicò notevolmente la situazione. Da una parte, Rodolfo II aveva formalmente perso la possibilità di interferire con gli affari moldavi, ora controllati da presso da Zamoyski, dall'altra anche il sultano Murad III non poteva guardare con troppa simpatia o fiducia alla Confederazione, i cui alleati Cosacchi compivano periodiche scorrerie in territorio ottomano. Per il voivoda di Transilvania, Sigismondo, l'arrivo dei polacchi significò la fine del sogno di unificare sotto il suo scettro i principati danubiani.

### Il ristagnare del conflitto (1596-1598)
All'aprirsi del 1596, il nuovo sultano Mehmet III lasciò Istanbul alla guida dell'esercito. Conquistò rapidamente la rocca di Eger (Ungheria), poi mosse verso i cristiani. Nella battaglia di Keresztes (24-26 ottobre) le forze combinate dell'Arciduca d'Austria Massimiliano III e di Sigismondo Báthory vennero inaspettatamente stroncate dai turchi guidati dal giovane sultano. Sigismondo e Massimiliano scamparono alla cattura ma le loro truppe vennero disperse.
Nonostante il bagno di sangue di Keresztes, gli Asburgo rinnovarono i loro attacchi nel 1597. Il campo di battaglia si spostò a sud: gli austriaci conquistarono Pápa, Tata, Győr e Veszprém. L'esercito turco impegnato nell'assedio di Oradea, in Transilvania, venne sconfitto nel 1598 ma il successo cristiano non riuscì a convincere il sultano a desistere dal conflitto. La rivolta anti-turca della Bulgaria (v. prima rivolta di Tarnovo), orchestrata da Rodolfo II e dal voivoda Michele di Valacchia, non sortì del pari alcun effetto significativo: Tarnovo venne liberata per breve tempo dal giogo ottomano ma venne rapidamente riconquistata dal sultano con un bagno di sangue dei rivoltosi.

## Seconda Fase: Il conflitto transilvano-asburgico

### Il secondo intervento polacco (1599-1601)
La sconfitta di Keresztes e l'uscita della Moldavia dal conflitto aveva notevolmente minato il potere in Transilvania di Sigismondo Báthory. Il voivoda iniziò a considerare l'ipotesi di un'abdicazione in favore di Rodolfo II (1597), cosa che aiuta a comprendere l'insistenza degli Asburgo nel voler proseguire la lotta spostando i loro interessi verso sud, ma finì con il lasciare il trono a suo cugino, il cardinale Andrea Báthory (1599). Il "tradimento" di Sigismondo riportò nel conflitto la Confederazione Polacco-Lituana che, di fatto, si fece carico della guerra contro i principati danubiani in vece della Sublime Porta.
Michele di Valacchia ed il generale asburgico Giorgio Basta mossero guerra contro i Báthory e le forze polacche, mentre il conflitto con i turchi veniva congelato da un accordo temporaneo (1599). In ottobre, il voivoda Michele stroncò le forze coalizzate transilvano-polacche nella Battaglia di Șelimbăr: il cardinal Báthory venne ucciso da uomini di Michele, pare non per suo ordine diretto, mentre il Drăculești entrava in trionfo ad Alba Iulia e si faceva riconoscere principe dai transilvani. Fu a questo punto Michele a divenire pericoloso per il dominio degli Asburgo in Ungheria: Basta gli mosse guerra nel 1600 e l'esercito valacco venne sconfitto nella Battaglia di Mirăslău. Il Drăculești si riconciliò con l'imperatore Rodolfo II e tornò in Transilvania, nuovamente al fianco di Basta, per stroncare, nella Battaglia di Goroszló (1601), le truppe transilvano-polacche di Sigismondo Báthory. Sconfitti definitivamente i Báthory, Basta fece assassinare Michele il Coraggioso il 9 agosto e cominciò la sistematica conquista Asburgo dei Principati danubiani.

### La conquista austriaca della Transilvania e la rivolta di Bocskai (1601-1606)
Nel 1604 la nobiltà transilvana, stremata dalla tirannide di Basta e del suo successore (1602) Giacomo Belgiojoso, si ribellò agli Asburgo sotto la guida di István Bocskai, già consigliere di Sigismondo Báthory. Il nuovo sultano Ahmed I appoggiò la rivolta di Bocskai che finì con il catturare tutte le attenzioni degli Asburgo. Ormai preda della paranoia e della depressione, l'imperatore Rodolfo venne costretto a cedere la gestione degli affari ungheresi a suo fratello Mattia (1605), uscendo dal conflitto. Il bisogno di pacificare la Transilvania convinse Mattia d'Asburgo della necessità di chiudere la contesa con Istanbul.
Per parte loro, anche gli ottomani erano stati distratti dal conflitto da un nuovo nemico. L'abile Scià Abbas il Grande dei Safavidi di Persia aveva rotto il suo vassallaggio nei confronti del sultano, sconfiggendo le sue truppe a Tabriz (1605). Il bisogno di pacificare il confine iraniano convinse la Sublime Porta a pacificare il confine ungherese.

## Conclusione
La lunga guerra venne chiusa dalla pace di Zsitvatorok l'11 novembre 1606.

Il trattato confermò l'incapacità ottomana di penetrare ulteriormente nei territori degli Asburgo, segnando una delle prime grandi disfatte geopolitiche della Sublime Porta. Nella sostanza, l'accordo raggiunto garantì ad ambo le parti confini stabili per mezzo secolo, con reciproco beneficio. Fondamentale successo per la casa d'Asburgo fu il riconoscimento, da parte della Porta, dell'autorità e del potere dell'imperatore, ora trattato dal sultano come suo pari.
La rivolta di Bocskai era stata sedata pochi mesi prima con la firma della pace di Vienna (23 giugno) con la quale Mattia d'Asburgo aveva riconosciuto Bocskai quale legittimo sovrano di Transilvania ed aveva garantito libertà di culto ai magiari.

### Fonti
- Soranzo, Lazzaro (1599), L'Ottomano, Ferrara.

### Studi
- August, Ernst (1972), Geschichte des Burgenlandes, in Internationales Kunsthistorisches Symposion Mogersdorf, Eisenstadt.
- Bolovan, Ioan [e] Treptow, Kurt W. (1997), A History of Romania, Iași, ISBN 978-973-98091-0-8, OCLC 39225262.
- Cantacuzène, Jean-Michel (1992), Mille ans dans les Balkans: chronique des Cantacuzène dans la tourmente des siècles, Parigi, Editions Christian, ISBN 2-86496-054-0.
- Giurescu, Constantin C. [e] Dinu (1976), Istoria Romanilor: Volume II (1352-1606), Bucarest.
- Manea, M.; Pascu, A.; Teodorescu, B. (1998), Istoria Românilor, Bucarest.
- Niederkorn, Jan Paul (1993), Die europäischen Mächte und der „Lange Türkenkrieg“Kaiser Rudolfs II. (1593–1606), Verlag der Österreichischen Akademie der Wissenschaften, ISBN 3-7001-211-13.
- Olteanu, S. (1975), Les Pays roumains a l'epoque de Michel le Brave (L'union de 1600), Bucarest, Editura Academiei Republicii Socialiste România.
- Shaw, Stanford J. (1976), History of the Ottoman empire and Modern Turkey: Vol. 1, Empire of Gazis, Cambridge University Press, ISBN 0-521-29163-1.